# Саша+Маша
«Саша+Маша» — комедийный сериал, российская версия международного франкоканадского телепроекта Un gars, une fille, реализованного в 29 странах мира. В России премьеры транслировались на канале ТНТ с 20 сентября 2003 по 20 ноября 2005 года.

## Сюжет
Юмористический сериал, ставший одним из рейтинговых продуктов телеканала ТНТ. Его главные герои — пара влюблённых, он — руководит небольшой ИТ-компанией, она — менеджер неизвестно чего, потом студентка (получает второе высшее по специальности сексология), обоим слегка за 30 лет. Его зовут Саша, её — Маша. Они уже довольно долго живут вместе, но не женаты. Каждая серия состоит из коротких, не более нескольких минут, интермедий с участием главных героев и иногда — второстепенных персонажей. Темы этих зарисовок взяты из повседневной жизни, но будь то поход по магазинам или в кино, туристическая поездка, покупка квартиры, секс, ремонт или приход гостей, — везде с Сашей и Машей происходят забавные и поучительные случаи.

## Персонажи

### В главных ролях
- Георгий Дронов — Саша
- Елена Бирюкова — Маша

### В ролях
- Марьяна Черенкова — Люда
- Игорь Кечаев — Денис
- Ирина Знаменщикова — теща, Татьяна Сергеевна
- Юлия Жданова — Марина, молодая жена Сашиного отца
- Екатерина Лапина — Лиза, сестра Саши
- Татьяна Матюхова — Алиса
- Дмитрий Нагиев — Колян
- Тимур Батрутдинов — врач, орнитолог, хозяин дачи
- Новелла Журина — бабушка Саши
- Дмитрий Хрусталёв — Митя
- Юрий Шерстнёв — Гоша, отец Саши
- Наталья Тищенко — Ирочка (вторая)
- Светлана Самойлова — Ирочка (первая)
- Александр Фиронов — Демьян
- Дарья Барская — Ксения
- Гарик Харламов — ведущий игры в «лото»
- Татьяна Бондаренко — Римма
- Наталья Дергачёва — Лера, подруга Маши
- Сергей Апрельский — Вышеслав, аниматор в Египте, инструктор в походе.
- Алёна Ковальчук
- Александр Вартанов — фотограф на свадьбе, журналист на премьере журнала, официант
- Александр Волков — длинноволосый мужчина, с которым Саша ведет переговоры
- Елена Казаринова — сестра Мордасова, уборщица в мебельном, официантка в ресторане
- Татьяна Копылова
- Сергей Новиков — судебный пристав, полицейский (в нескольких сериях)
- Ольга Науменко — социальный работник, режиссер рекламного ролика, Вероника
- Дмитрий Капнов — друг Саши по игре в баскетбол
- Роман Квашнин
- Анна Сиротина — стилист
- Инна Сухарева
- Павел Костик — грузчик
- Иван Лакшин — аптекарь
- Наталья Тетенова
- Людмила Макеева
- Алексей Матошин — официант
- Роман Стабуров — Борис
- Наталья Унгард — однокурсница Саши в стрипбаре, армянка с ребёнком, журналистка
- Алексей Агрызков
- Егор Рыбаков
- Ирина Сиротинская
- Ирина Карева — продавец магазина игрушек, официантка на ипподроме
- Ирина Князьниделина — продавец в кинотеатре, Лидия-официантка, официантка в гей-клубе
- Александр Скворцов — Микола, ведущий семинара для будущих пар, преподаватель
- Владимир Тишко — камео
- Ульяна Урванцева
- Михаил Федоровский
- Дмитрий Фёдоров
- Антон Фигуровский
- Владимир Халтурин — Юхан и компьютерщик
- Ольга Хохлова — продавщица
- Ольга Юрасова — риэлтор
- Юрий Яковлев — подросток-психотерапевт

## Вещание
Премьерные выпуски выходили с сентября 2003 по ноябрь 2005 года на телеканале ТНТ, в 2010 году по словам Георгия Дронова планировалось продолжение сериала, но из-за занятости он и Елена Бирюкова отказались от съёмок, а в 2010—2017 годах сериал выходил в многочисленных повторах при переходе вещания «ночь-утро», хронометраж достигает около 10—15 минут.

## Сериал в разных странах
Сериал является аналогом франкоканадского сериала «Un gars, une fille».
В каждой стране этот ситком адаптируют к местным условиям. При этом не просто меняют название и имена персонажей, но и добавляют национальный колорит, характерные детали, переписывают шутки.
     зелёным цветом помечены страны, в которых сериал продолжает идти в наши дни,

     красным цветом — страны, в которых сериал закрыт и выходит в эфир в повторах.
| Страна     | Оригинальное название     | Название по-русски           | Герой                 | Героиня               |
| ---------- | ------------------------- | ---------------------------- | --------------------- | --------------------- |
| Алжир      | Ṣuṣu uk Ninu              |                              |                       |                       |
| Болгария   | Тя и Той                  | Она и он                     | Мартин                | Силвия                |
| Венгрия    | Szeret, nem szeret        | Любит, не любит              | Бруно (Brúnó)         | Бриги (Brigi)         |
| Голландия  | Volgens hem, volgens haar | По его словам, по её словам  | Роберт (Robert)       | Саския (Saskia)       |
| Греция     | Σ’ αγαπώ μ’ αγαπάς        | Я люблю тебя, ты любишь меня | Тодорис               | Димитра               |
| Израиль    | הוא והיא                  | Он и она                     |                       |                       |
| Испания    | Él y ella                 | Он и она                     | Пеп (Pep)             | Кристина (Cristina)   |
| Италия     | Love Bugs                 | Ошибки любви                 |                       |                       |
| Казахстан  | Марат және Жанна          | Марат и Жанна                | Марат                 | Жанна                 |
| Канада     | A Guy & A Girl            | Один парень, одна девушка    | Ги (Guy)              | Сильвия (Sylvie)      |
| Кипр       | Εγώ κι εσύ                | Я и Ты                       | Marios Fotis          | Niovi Danae           |
| Латвия     | Saldais pārītis           | Сладкая парочка              | Филипп                | Симона                |
| Мексика    | Dos botas — un par        | Два сапога — пара            |                       |                       |
| Марокко    | Le Couple                 | Пара                         | Kabour Bennani Smires | Chaibia Moukhliss     |
| Польша     | Kasia i Tomek             | Кася и Томек                 | Томек (Tomiek)        | Кася (Kasia)          |
| Португалия | Entre Marido e Mulher     | Между мужем и женой          | Жозе (José)           | Мария (María)         |
| Россия     | «Саша+Маша»               | «Саша и Маша»                | Саша                  | Маша                  |
| Сербия     | Andrija i Anđelka         | Андрия и Анджелка            | Андрия (Andrija)      | Анджелка (Anđelka)    |
| США        | Love Bites                | Любовь кусается              | Макс (Max)            | Кэти (Katie)          |
| Турция     | Bir Erkek Bir Kadın       | Мужчина и Женщина            | Озан (Ozan)           | Зейнеп (Zeynep)       |
| Тунис      | Bent Wled                 |                              |                       |                       |
| Украина    | Леся+Рома Марк+Наталка    | Леся+Рома Марк+Наталка       | Рома Марк             | Леся Наталка          |
| Франция    | Un gars, une fille        | Парень, девушка              | Жан (Jean)            | Алекс (Alex)          |
| Норвегия   | Helt Perfekt              | Абсолютно Идеально           | Томас Гиртсен         | Ине Янсен             |
| Швеция     | Helt Perfekt              | Абсолютно Идеально           | Пэр (Pär)             | Анна-Лена (Anna-Lena) |
| Словения   | Da dragi da draga         | Да, дорогая, да дорогой      | Миша (Miša)           | Боян (Bojan)          |
| Ливан      | آدم حوا                   | Адам и Хава                  | Адам                  | Хава                  |